# Ute Willing
Ute Willing (Monaco di Baviera, 8 ottobre 1958) è un'attrice tedesca, attiva prevalentemente in campo televisivo e teatrale.
Nel corso della sua carriera, ha partecipato a circa una settantina di produzioni televisive, a partire dalla metà degli anni settanta. Tra le sue apparizioni più celebri, figurano, tra l'altro, quella nel programma televisivo Sesamstraße (la versione tedesca di Sesamo apriti; 1980-1983) e quella nella serie televisiva Detektivbüro Roth, dove ha interpretato il ruolo di Ricarda dal 1986 al 1987; è inoltre un volto noto al pubblico per essere apparsa come guest star in vari episodi di serie televisive quali L'ispettore Derrick e Il commissario Köster/Il commissario Kress (Der Alte).

## Filmografia parziale

### Cinema
- Solo für Klarinette (1998)

### Televisione
- Der Kommissar - serie TV, 1 episodio (1975)
- Jede Woche hat nur einen Sonntag - serie TV (1977) - ruolo: Ilka Winter
- Notwehr - film TV (1977) - Sylvia Bergmann
- Kennen Sie die Lindemanns? - serie TV (1977) - Monika
- L'ispettore Derrick - serie TV ep. 05x09, regia di Zbyněk Brynych (1978) - Inga
- Polizeiinspektion 1 - serie TV, 7 episodi (1978-1988) - ruoli vari
- L'ispettore Derrick - serie TV, ep. 06x04, regia di Alfred Vohrer (1979) - Anita
- Appartement für drei Notwehr - film TV (1979)
- Was wären wir ohne uns - miniserie TV (1979) - Sabine Baumann
- Parole Chicago - serie TV, 1 episodio (1979)
- Il commissario Köster/Il commissario Kress (Der Alte) - serie TV, 8 episodi (1979-2003) - ruoli vari
- L'ispettore Derrick - serie TV, ep. 07x07, regia di Zbyněk Brynych (1980) - Roswitha Wohmann
- L'ispettore Derrick - serie TV, ep. 07x11, regia di Alfred Vohrer (1980) - Hanni Sailer
- Der Wasserball von Schildershausen - film TV (1981)
- La nave dei sogni - serie TV, 1 episodio (1981)
- L'ispettore Derrick - serie TV, ep. 09x07, regia di Alfred Weidenmann (1982) - Anita Dettmers
- Die Rückkehr der Träume - film TV (1983)
- L'ispettore Derrick - serie TV, ep. 11x04, regia di Alfred Vohrer (1984)
- Mein Freund Harvey - film TV (1985) - Myrtle Mae
- Unsere schönsten Jahre - serie TV, 2 episodi (1985)
- Durchreise - Die Geschichte einer Firma - film TV (1985) - Monika Helmholtz
- Detektivbüro Roth - serie TV, 29 episodi (1986-1987) - Ricarda
- Micky Maus und Einstein - film TV (1987)
- L'ispettore Derrick - serie TV, ep. 15x12, regia di Günter Gräwert (1988)
- Oh-Mathilde - serie TV (1990)
- L'ispettore Derrick - serie TV, ep. 17x06, regia di Zbyněk Brynych (1990)
- Eurocops - serie TV, 1 episodio (1991)
- Leo und Charlotte - serie TV (1991)
- Einer stirbt bestimmt - film TV (1992) - Susanne Reimann
- Glückliche Reise - serie TV, 1 episodio (1992)
- L'ispettore Derrick - serie TV, ep. 20x08, regia di Zbyněk Brynych (1993) - Debbie
- Happy Holiday - serie TV, 1 episodio (1993)
- Un caso per due - serie TV, 3 episodi (1993-2005) - ruoli vari
- Tisch und Bett - serie TV (1993)
- Verrückt nach dir - film TV (1994)
- A.S. - serie TV, 1 episodio (1995)
- Dr. Stefan Frank - Der Arzt, dem die Frauen vertrauen - serie TV, 2 episodi (1995)
- Attenti a quei tre - serie TV, 1 episodio (1996)
- Rosamunde Pilcher - Das Haus an der Küste - film TV (1996) - Debra Morrisoe
- Guten Morgen Mallorca - serie TV (1996)
- Betrogen - Eine Ehe am Ende - film TV (1997)
- Tod auf Amrum - film TV (1998)
- Die Todesgrippe von Köln - film TV (1999)
- Gefährliche Hochzeit - film TV (1999) - Lizzy
- Ein starkes Team - serie TV, 1 episodio (2000)
- Sommer und Bolten: Gute Ärzte, keine Engel - serie TV, 1 episodio (2001)
- Paulas Schuld - film TV (2001)
- Bei aller Liebe - serie TV, 6 episodi (2001-2003) - Sig.ra Bergmann
- Café Meineid - serie TV, 1 episodio (2002)
- Der Bulle von Tölz - serie TV, 1 episodio (2002)
- Zwei Profis - serie TV, 1 episodio (2003)
- Ehespiele - film TV (2003) - Rike Schrödter
- Die Cleveren - serie TV, 3 episodi (2001-2003) - Prof.ssa Sibylle Krantz
- Tatort - serie TV, 3 episodi (2004-2010) - Petra Borgmann/Giudice Dorn
- In Liebe eine Eins - film TV (2005) - Petra Wissmann
- Alles außer Sex - serie TV, 3 episodi (2005-2007) - Gaby Heckhausen
- La nostra amica Robbie - serie TV, 3 episodi (2005-2007) - Karin Hansen
- Fürchte dich nicht - film TV (2007)
- Familie Dr. Kleist - serie TV, 1 episodio (2009)
- Tod am Engelstein - film TV (2011)
- Krimi.de - serie TV, 1 episodio (2011)
- Il commissario Schumann (Der Kriminalist) - serie TV, 1 episodio (2011)
- Verbrechen nach Ferdinand von Schirach - miniserie TV, 1 episodio (2013)
- Kommissarin Heller - Tod am Weiher - film TV (2014) - Brigitte Dahl
- La soffiatrice di vetro (Die Glasbläserin), regia di Christiane Balthasar – film TV (2016)

## Programmi televisivi
- Sesamstraße (1980-1983)